# Actinochaeta amazonica
Actinochaeta amazonica är en tvåvingeart som beskrevs av Townsend 1934. Actinochaeta amazonica ingår i släktet Actinochaeta och familjen parasitflugor. Inga underarter finns listade i Catalogue of Life.